# Камчатский метеорит

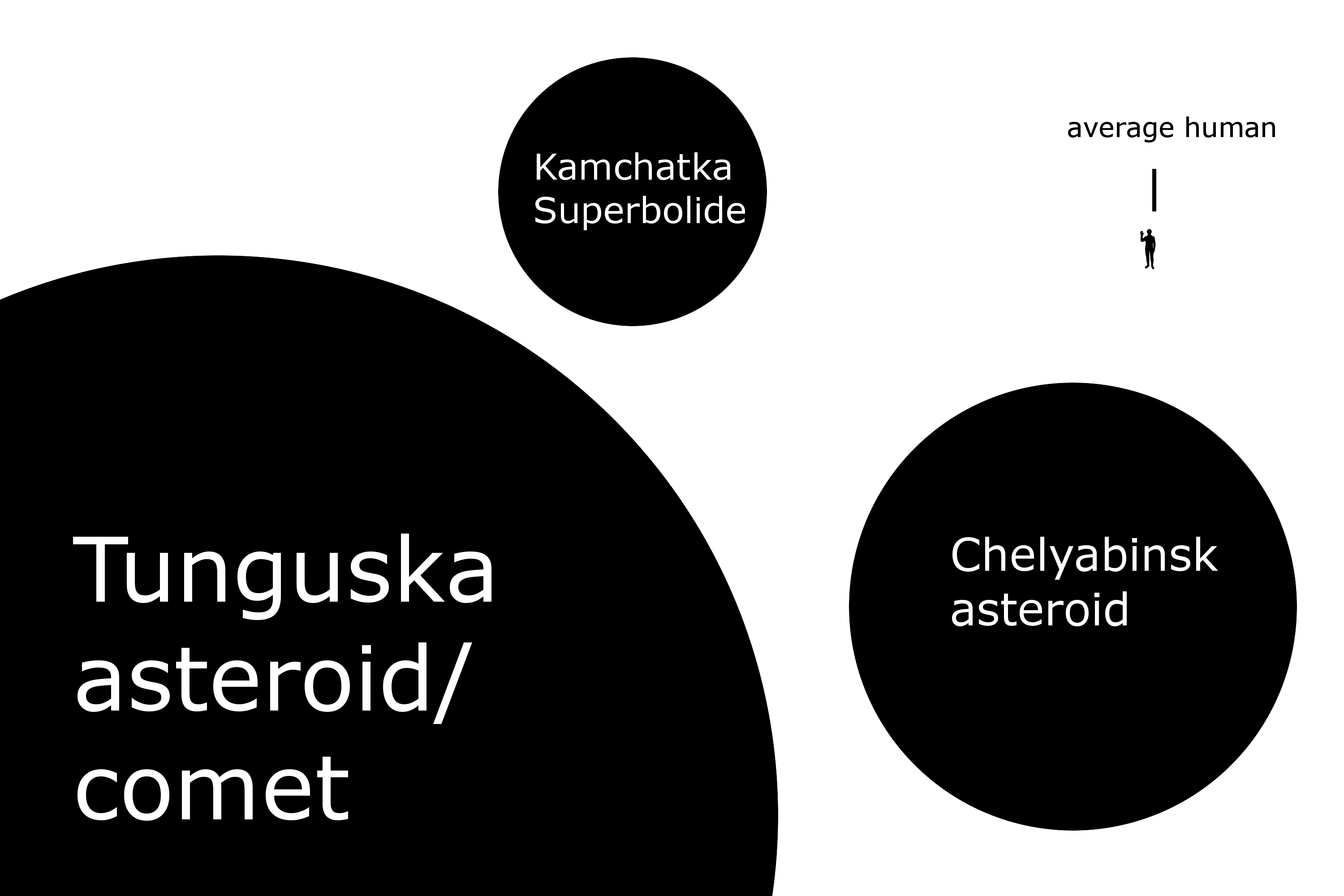
Приблизительные размеры камчатского, челябинского и тунгусского метеоритов относительно человека.

Камчатский метеорит — метеорит, взорвавшийся над акваторией Берингова моря 18 декабря 2018 года.

## Общие сведения
Сильный взрыв метеорита в атмосфере был зафиксирован спутниками NASA 18 декабря 2018 года в 11 часов 48 минут по местному времени над Беринговым морем в нескольких сотнях километров от побережья Камчатки. 
Космическое тело вошло в атмосферу под чрезвычайно малым углом, всего 7 градусов, со скоростью 32 км/с, и взорвалось на высоте 26 км от поверхности моря.
Координаты взрыва: 56.9° с.ш. и 172.4° в. д.
Мощность взрыва достигла 173 килотонны, что в 7 раз превышает силу взрыва атомной бомбы, которая была сброшена на Хиросиму. Это второй по мощности взрыв космического объекта в земной атмосфере за последние 30 лет (после Челябинского метеорита).
Исходя из энергии и скорости удара, метеорит имел массу 1600 тонн и диаметр от 9 до 14 метров.
Спутники NASA «Terra» и «Химавари-8» Японского метеорологического агентства зафиксировали след пыли от этого события. Однако их интервал наблюдения был слишком длинным, чтобы отобразить саму воздушную вспышку.
Взрыв произошёл в безлюдном и удалённом месте, поэтому это событие долго оставалось незамеченным, отметили в NASA 18 марта 2019 года. Данные о взрыве появились с большой задержкой, поскольку учёным требовалось время на обработку снимков со спутников.